# ジャーナル・スクエア-33丁目線
ジャーナル・スクエア-33丁目線（Journal Square–33rd Street）はパストレインの運行系統で、路線案内では黄色で表される。また、列車は黄色の系統標識灯を点灯する。路線略称はJSQ-33である。ニュージャージー州ジャージーシティのジャーナル・スクエア駅からアップタウン・ハドソン・チューブでハドソン川を渡り、ニューヨーク市ミッドタウンの33丁目駅に至る路線である。路線延長9.2キロメートル（5.7マイル）を22分で走破する。
平日の6時から23時まで運行されており、それ以外の時間はホーボーケン経由での運行となる。
アメリカ同時多発テロ事件でワールド・トレード・センター駅が破壊されたため当線の運行は休止され、仮系統のホーボーケン経由ニューアーク-33丁目線が運行された。これはエクスチェンジ・プレイス駅が営業再開する2003年6月29日まで続いた。

## 駅一覧
| バリアフリー・アクセス | 駅名                         | 乗換・接続                                                       |
| ---------------------- | ---------------------------- | ---------------------------------------------------------------- |
| ジャージーシティ       |                              |                                                                  |
| バリアフリー・アクセス | ジャーナル・スクエア駅       | NWK–WTC NJTバス、R&Tバス、A&Cバス                                |
|                        | グローブ・ストリート駅       | NWK–WTC NJTバス、R&Tバス、A&Cバス                                |
| バリアフリー・アクセス | ニューポート駅               | HOB–WTC、ハドソン-ベルゲン・ライトレール NJTバス、アカデミーバス |
| マンハッタン           |                              |                                                                  |
|                        | クリストファー・ストリート駅 | HOB–33、 ニューヨーク市バス                                      |
|                        | 9丁目駅                      | HOB–33、 ニューヨーク市バス                                      |
|                        | 14丁目駅                     | HOB–33、 ニューヨーク市バス                                      |
|                        | 23丁目駅                     | HOB–33、 ニューヨーク市バス                                      |
| バリアフリー・アクセス | 33丁目駅                     | HOB–33、 ニューヨーク市バス                                      |